# 朱尼珀高地 (亞利桑那州)
朱尼珀高地（英語：Juniper Heights）是位於美國亞利桑那州亞瓦派縣的一個非建制地區。該地的面積和人口皆未知。

## 地理
朱尼珀高地的座標為34°31′18″N 112°27′47″W / 34.52167°N 112.46306°W，而該地的平均海拔高度為1757米（即5764英尺）。